# Muxagata (Vila Nova de Foz Côa)
Pour les articles homonymes, voir Muxagata.
Muxagata est une des 17 paroisses (freguesia, en portugais) de Vila Nova de Foz Côa, située dans le district de Guarda et la région Nord.